# سیارک ۸۰۱۱
سیارک ۸۰۱۱ (به انگلیسی: 8011 Saijokeiichi، نامگذاری:1989WG7) هشت هزار و یازدهمین سیارک کشف شده‌است که در ۲۹ نوامبر ۱۹۸۹ کشف شد.
قدر مطلق سیارک برابر ۱۴٫۴۰ است.